# Лотербур, Пол
Пол Кристиан Ло́тербур (англ. Paul Christian Lauterbur; 6 мая 1929, Сидней, Огайо — 27 марта 2007, Эрбана, Иллинойс) — американский химик, лауреат Нобелевской премии по медицине (2003) «за изобретение метода магнитно-резонансной томографии».
Член Национальной академии наук США (1985).

## Биография
Пол Лотербур родился в небольшом городке Сидней в Огайо 6 мая 1929 года, окончил Университет Питтсбурга в 1962 году. Изначальная идея, в конце концов приведшая к созданию магнитно-резонансной томографии, родилась во время бурной дискуссии на ужине в пригороде Питсбурга. Последующие работы по созданию метода Лотербур проводил в Университете штата Нью-Йорк в Стони-Бруке в 1970-х годах. После этого Лотербур всю жизнь проработал в Иллинойсском университете в Урбане-Шампейне.

## Научный вклад
Известный ранее метод ядерного магнитного резонанса (ЯМР), за развитие которого Феликс Блох и Эдвард Парселл получили Нобелевскую премию по физике в 1952 году, использовался до работ Лотербура в основном для исследования молекулярной структуры. Работы Лотербура и Питера Мансфилда позволили использовать метод для получения изображений целого организма.
Лотербур изобрёл как использовать градиент магнитного поля, который позволяет определять происхождение радиоволн, излучаемых ядрами объекта исследования. Эта информация позволяет воссоздать двумерную картину организма. Первый магнитно-резонансный томограф, созданный Лотербуром, до сих пор находится в Нью-Йоркском университете в Стони-Бруке.
В 2003 году Лотербур вместе с Мэнсфилдом получил Нобелевскую премию в области медицины «за изобретение метода магнитно-резонансной томографии».
В 2007 году Лотербур был включён в Зал славы национальных изобретателей.

## Награды
- 1983 — Медаль Говарда Поттса
- 1983 — Премия Макса Дельбрюка, «For the concept of using controlled field gradients with NMR to obtain internal images within physical objects»[10]
- 1984 — Премия Ласкера-Дебейки по клиническим медицинским исследованиям
- 1985 — Премия Кеттеринга[англ.]
- 1985 — Международная премия Гайрднера
- 1986 — Премия Харви
- 1987 — Медаль почёта IEEE
- 1987 — Национальная научная медаль США
- 1988 — Национальная медаль США в области технологий и инноваций
- 1989 — Премия Хейнекена
- 1990 — Премия Бауэра
- 1992 — Премия Диксона
- 1994 — Премия Киото
- 2001 — NAS Award for Chemistry in Service to Society[англ.]
- 2003 — Премия Эдуарда Рейна
- 2003 — Нобелевская премия по физиологии или медицине